# 电气谷站
电气谷站是郑州地铁郑州地铁郑许线的地铁车站，位于中华人民共和国河南省许昌市建安区魏武大道与 240国道交叉口北侧。该站于2023年12月28日随郑许线开通初期运营而正式启用。

## 车站结构
本站为高架车站，地面层为设备层，地上2层为站厅层，地上3层为站台层，设两座侧式站台。其中西侧站台供下行（许昌东方向）列车使用，东侧站台供上行（长安路北方向）列车使用。
| 地上3层 | 侧式站台，右侧开门 | 侧式站台，右侧开门      |
| 地上3层 | █ 郑许线           | 往长安路北 （体育中心） |
| 地上3层 | █ 郑许线           | 往许昌东 （芙蓉湖）     |
| 地上3层 | 侧式站台，右侧开门 |                         |
| 地上2层 | 站厅层             | 客服中心、自动售票机    |
| 地面层  | 设备层             | 出入口、魏武大道        |

## 车站出口
电气谷站共有A、B两个出入口，分别通往魏武大道东西两侧。A、B出入口在天桥末端又分别分为A1、A2、B1、B2四个口连接地面，其中A2、B2两个口设有自动扶梯，A1、B1口则只设有步梯。
| 编号 | 指示           | 建议前往的目的地 | 图片 |
| ---- | -------------- | ---------------- | ---- |
|      | 魏武大道（东） | 魏武大道东侧     |      |
|      | 魏武大道（西） | 魏武大道西侧     |      |

## 車站週邊
- 中原電氣谷：2009年成立，以电力装备、电子、电气、民用电器为主导的省级重点产业集聚区，